# Choibalsan (oraș)
 Choibalsan (mong. Чойбалсан) este un oraș, capitala regiunii Dornod-Aimag situat la altitudinea de 747 m pe Râul Kerulen în Mongolia de Est. Până în anul 1941 era denumit „Bajan Tumen” (Баян Тумэн), denumirea de azi poartă numele conducătorului comunist mongol  „Chorloogiin Tschoibalsan” (1895 - 1952).
Coordonate: 48° 5′ N, 114° 32′ E